# Немачка подморница У-3
Подморница У-3 је била немачка подморница типа II-A, и њена градња је започета у Килском бродоградилишту Дојче Верке 11. фебруара 1935. године, истог дана, када је почела и градња прве две немачке подморнице - У-1 и У-2. Највећи део свог постојања, она је служила као школски брод за обуку нових подморничара.

## Служба
Од увођења у строј па до 1. септембра, подморница У-3 се користи искључиви као школски брод. Након почетка Другог светског рата, она 4. септембра напушта базу Вилхелмсхафен под командом Јоахима Шепкеа – будућег великог подморничког аса, и одлази на своје прво патролирање северозападно од Норвешке. Свега четири дана касније, она се враћа у Вилхелмсхафен.
На своје друго борбено патролирање, У-3 креће 13. септембра, и трајаће до 24. септембра, када подморница упловљава у Вилхелмсхафен. Три дана касније – 27. септембра, она поново испловљава.
У 10:40 сати, 30. септембра 1939. године, неутрални, ненаоружани, и без пратње дански трговачки брод Vendia је заустављен, митраљеско-топовском ватром са подморнице У-3, на око 35 наутичких миља севрозападно од Ханстолма. Али у 11:24 сати, брод неочекивано покушава да удари у подморницу, која успева да погоди једним торпедом крму брода. Крма одмах тоне, након што се брод преломио на два дела, а нешто касније тоне и преостали део брода, након експлозије у 12:05 сати. Од 17 чланова посаде, свега шесторица преживљавају потапање брода, укључујући и заповедника. Преживеле сакупљају Немци и касније их пребацују до данског трговачког брода Svava ради повратка у домовину.
Истог дана, у 21:08 сати, подморница У-3 зауставља шведски трговачки брод Gun (заповедник J.M. Персон), на око 30 наутичких миља северозападно од Ханстолма и шаље на брод групу за преглед терета у 22:00 сати. Када је установљено да се на броду између разног терета налази и 56 тона муниције, наређено је да се отворе вентили, и на тај начин потопи брод. Како брод није почео тонути након отварања вентила, група за преглед терета је повучена са брода а посада је напустила брод, који је затим погођен једним торпедом и тоне у 09:10 сати, 1. октобра. Посаду брода Gun је покупио дански теретни брод Dagmar.
По повратку у базу Кил, 3. октобра 1939. године, подморница У-3 поново постаје школски брод. На ново борбено патролирање, У-3 испловљава из Кила 16. марта 1940. године, под командом Герда Шрајбера, у склопу припрема за освајање Норвешке. Дана, 29. марта, она упловљава у Вилхелмсхафен, из кога поново испловљава 12. априла и одлази на патролирање северозападно од Норвешке. Након што се вратила са патролирања 19. априла, У-3 поново постаје школски брод, и то остаје до 31. јула 1944. године, када је повучена из службе. Током 1945. године подморница У-3 је сасечена.

## Команданти
- Ханс Мекел (6. август 1935 — 29. септембар 1937)
- Ернст-Гинтер Хајнике (30. септембар 1937. - јул 1938)
- Јоахим Шепке (29. октобар 1938 — 2. јануар 1940)
- Герд Шрајбер (3. јануар 1940 — 28. јул 1940)
- Хелмут Францке (29. јул 1940 — 10. новембар 1940)
- Ото фон Билов (11. новембар 1940 — 2. јул 1941)
- Ханс-Хартвиг Тројер (3. јул 1941 — 2. март 1942)
- Јоахим Цендер (3. март 1942 — 30. септембар 1942)
- Херберт Цолер (1. октобар 1942 — 18. мај 1943)
- Ернст Хартман (19. мај 1943 — 9. јун 1944)
- Херман Нојмајстер (10. јун 1944 — 16. јул 1944)

## Бродови
| Име брода | Држава  | Тежина     | Година изградње | Датум напада        | Напомена |
|           | Данска  | 1.150 тона | 1924.           | 30. септембар 1939. | Потопљен |
|           | Шведска | 1.198 тона | 1891.           | 30. септембар 1939. | Потопљен |
| --------- | ------- | ---------- | --------------- | ------------------- | -------- |